# Dicaeum everetti
El picaflores dorsipardo (Dicaeum everetti) es una especie de ave paseriforme de la familia Dicaeidae propia del sudeste asiático. Su nombre científico conmemora al administrador colonial británico y naturalista Alfred Hart Everett.

## Distribución y hábitat
Se encuentra en las selvas tropicales del sur de la península malaya, Borneo y el norte de Sumatra y el archipiélago de Riau. Está amenazado por la pérdida de hábitat.